# Цзююань
Цзююа́нь (спрощ.: 九原区; піньїнь: Jiǔyuán qū) — район міського підпорядкування міського округу Баотоу автономного району Внутрішня Монголія (КНР). Назва походить від іменування стародавньої адміністративної одиниці, що існувала в тій місцевості ще до нашої ери, за часів правління Цінь.

## Історія
За часів існування імперії Цінь місцевість входила до складу Правого стягу Тумеда, Переднього, Середнього та Заднього стягів Урада.
1926 року було утворено повіт Баотоу, східна частина тих земель входила до складу повіту Салаці. 1950 року було утворено народний уряд міста Баотоу й народний уряд повіту Баотоу. Місто було розділено на райони № 1, № 2 і № 3 (Приміський). 1960 року Приміський район був розформований, утім 1963 року відновлений знов. 1998 року було здійснено переділ кордонів адміністративних одиниць Баотоу, і Приміський район отримав 500 км² неурбанізованої місцевості, що раніше входила до складу сусідніх адміністративних одиниць. 1999 року Приміський район був перейменований на район Цзююань.

## Адміністративний поділ
Район Цзююань поділяється на 9 волостей, 4 селища й 1 сомон.